# Ânderson Lima
Ânderson Lima Veiga, detto Ânderson Lima (San Paolo, 18 marzo 1973), è un ex calciatore brasiliano, difensore.

## Caratteristiche tecniche
Giocava come difensore laterale e centrale. Ha segnato molti gol nonostante il suo ruolo di difensore: 40 nel campionato brasiliano.

## Carriera

### Club
Iniziò nel Clube Atlético Juventus di San Paolo, che lasciò nel 1995 per accasarsi al Santos, con cui giocò fino al 1999; dopo un breve passaggio al San Paolo, si trasferì al Grêmio, squadra con cui ottenne i maggiori successi della sua carriera, vincendo la Coppa del Brasile 2001 e il Campionato Gaúcho nello stesso anno. Lasciò la squadra di Porto Alegre per trasferirsi al São Caetano, rimanendovi fino al 2007, periodo inframezzato da un'esperienza redditizia (30 presenze e 8 reti) all'Albirex Niigata. Nel 2007 ha vinto la Série B con il Coritiba.

### Nazionale
Con la Nazionale di calcio del Brasile ha giocato il campionato mondiale di calcio Under-20 1991.

## Palmarès

### Club

#### Competizioni nazionali
- Torneo Rio-San Paolo: 1

Santos: 1997
- Coppa del Brasile: 1

Grêmio: 2001
- Campionato Gaúcho: 1

Grêmio: 2001
- Campionato paulista: 1

São Caetano: 2004
- Campeonato Brasileiro Série B: 1

Coritiba: 2007

#### Competizioni internazionali
- Coppa CONMEBOL: 1

Santos: 1998

### Nazionale
- Campionato sudamericano Under-17: 1

1988
- Campionato sudamericano Under-20: 1

1991